# Maria Zacharova
Maria Vladimirovna Zacharova (ryska: Мария Владимировна Захарова), född 24 december 1975 i Moskva, är en rysk diplomat. Hon arbetar som pressdirektör och talesperson på ryska utrikesdepartementet i Moskva, där hon är överste informationsansvarig sedan 2015.

## Biografi
Zacharova föddes i en diplomatfamilj och när hon var sex år gammal flyttade familjen till Peking eftersom hennes far Vladimir Zacharov hade fått tjänst på den sovjetiska ambassaden i Kina. Efter ett decennium utomlands flyttade man efter Sovjetunionens kollaps hem till Ryssland igen. Hennes mamma Irina Zacharova är konsthistoriker och har arbetat på Pusjkinmuseet i Moskva.
1998 tog hon examen i orientaliska studier och journalistik från internationella journalistfakulteten på MGIMO och hennes inriktning mot Kina tog henne återigen tillbaka till Peking för praktik på den numera ryska ambassaden. Hon försvarade därefter en avhandling om det kinesiska nyåret.  I november 2005 gifte sig Zacharova och Andrei Makarov på det ryska konsulatet i New York. De har en dotter, född 2010.

### Karriär
I två perioder från 2003 till 2005 och från 2008 till 2011, arbetade hon på informations- och pressenheten på ryska UD. Åren däremellan var hon pressekreterare vid den ryska beskickningen till Förenta Nationernas högkvarter i New York. Hon återvände till UD och avancerade 2011 till posten som biträdande chef för informations- och pressenheten, med ansvar att organisera talespersonens presskonferenser, sköta översynen av officiella federala konton på sociala medier och ge utrikesministern stöd samt att göra research inför statsbesök.
Zacharova är ett välkänt ansikte i ryska politiska talk shows och i politiska debatter på sociala medier och en av de oftast citerade ryska diplomaterna. Dagens nyheter kallade henne ett proffs i informationskriget mellan Ryssland och väst. Den 10 augusti 2015 övertog hon som första kvinna någonsin rodret för informations- och pressenheten på ryska UD.

## Utspel och kontroverser
Under 2017 anklagade hon EU för dubbelmoral och helt olika tongångar angående krisen i Ukraina jämfört med den konstitutionella krisen i Katalonien som båda enligt Zacharova är ett uttryck för jämförbar separatism:
| ” | Jag har sett och läst om vad som händer i Katalonien. Och ändå kommer Europa för att säga oss någonting om folkomröstningen i Ukraina och skyddet av de mänskliga rättigheterna. | „ |

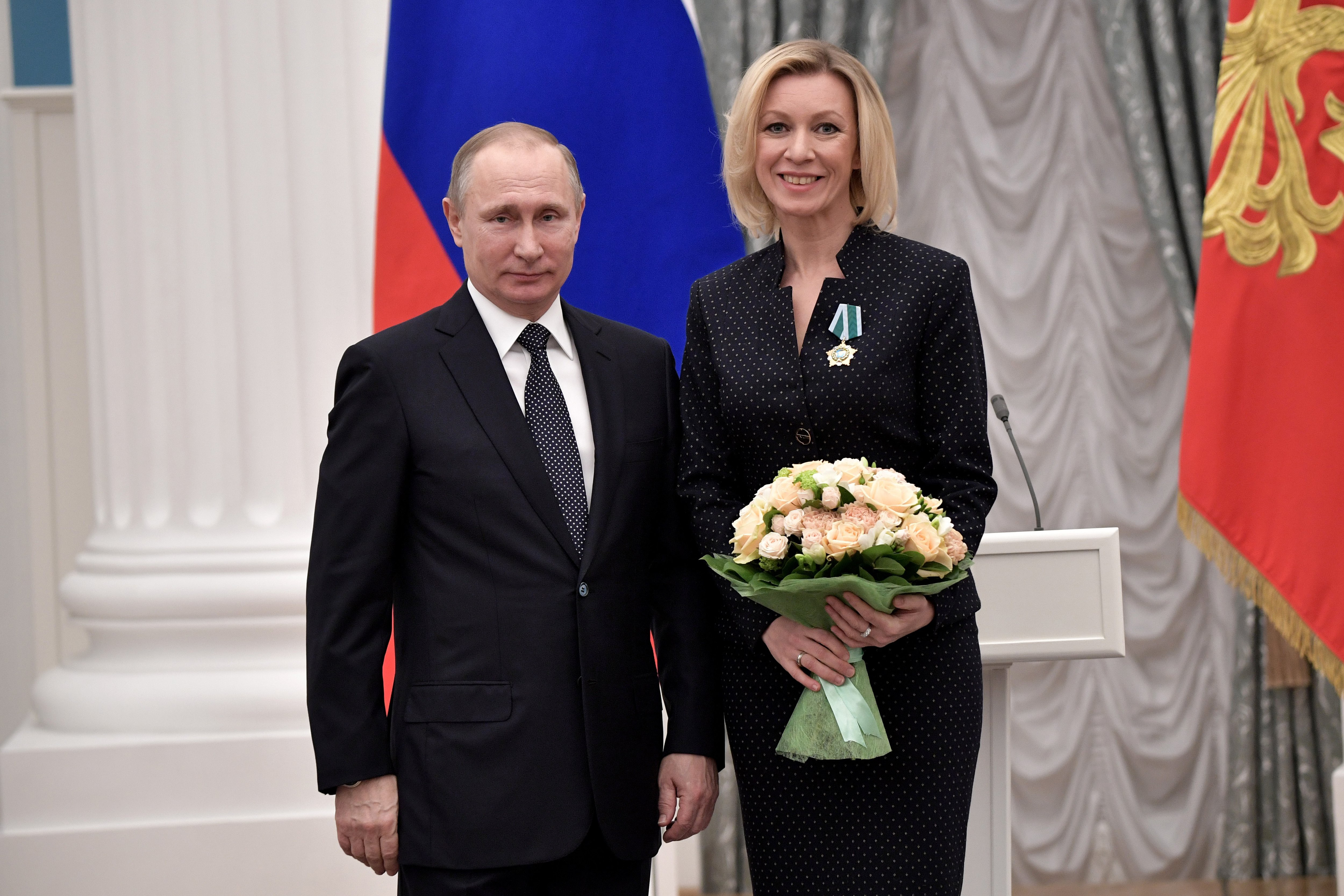
Zacharova med Rysslands president Vladimir Putin

Hon kritiserade också CNN:s reporter samma år med anledning av frågor reportern ställde kring fallet Sergej Kisljak. Zacharova uppmanade reportern att sluta sprida fejknyheter och kallade Kisljak en diplomat i världsklass. I samband med diskussioner om valet i USA 2016 anklagades hon för att ha fällt antisemitiska uttalanden.
2019 rapporterade Reuters att Zacharova hade visat respekt för de som offrade sina liv på västfronten under andra världskriget och uttryckt att Moskva uppskattat de allierades krigsinsatser. Men att man samtidigt inte skulle överskatta de allierade angreppen i jämförelse med den sovjetiska leviathanen, utan vars ansträngningar segern hade varit omöjlig. Enligt Zacharova besegrades Nazityskland i det stora fosterländska kriget, med slagen vid Stalingrad och Kursk, inte på Normandies stränder. Och menade att de allierade medvetet hade senarelagt offensiven för att låta ryssarna trötta ut tysken och minimera sina egna förluster.
I november 2019 valde hon att kritisera uppförandet av en staty till minne av journalisten Andrej Vlasov i Prag och kallade tilltaget förargelseväckande och otänkbart. Enligt Zacharova var förslaget en historierevisionistisk kullerbytta som i slutändan bara kunde ses som ett erkännande åt ny-nazism och fascism i alla dess former. Andrej Vlasov deserterade till Nazityskland och ledde den Ryska befrielsearmén fram till krigssluten när han bytte sida och gick med i pragupproret mot den tyska ockupationsmakten. Efter att ha blivit överlämnad till Röda armén åtalades Vlasov för förräderi och avrättades genom hängning. En av initiativtagarna till uppförandet av statyn Pavel Novotný svarade med ett brev till Vladimir Putin där han anklagade Ryssland för att lägga sig i Tjeckiens angelägenheter utan sak.

## Utmärkelser
Zacharova valdes ut till BBC:s 100 Women-lista 2016 inom underkategorin inflytelserika kvinnor.